# Тюльганський район
Тюльга́нський район (рос. Тюльганский район) — муніципальний район у складі Оренбурзької області Російської Федерації.
Адміністративний центр — селище Тюльган.

## Географія
Район межує з Башкортостаном на півночі і сході, з районами Оренбурзької області: з Октябрьським на заході, з Сакмарським на південному заході і Сарактаським на півдні.

## Історія
Троїцький район був утворений в травні 1928 року з центром в селі Троїцьке. Він перебував у складі Оренбурзького округу Середньо-Волзької області РРФСР, з 1929 року Середньо-Волзького краю, з 1934 року Оренбурзької області.
10 серпня 1960 року центр району перенесено до селища Тюльган, назва збереглась стара. 1963 року район був ліквідований, але 1965 року відновлений вже як Тюльганський.

## Населення
Населення — 17609 осіб (2019; 19725 в 2010, 23627 у 2002).

## Адміністративний поділ
Район адміністративно поділяється на 14 сільських поселень:
| Поселення                       | Площа, км² | Населення, осіб (2002) | Населення, осіб (2010) | Населення, осіб (2019) | Центр           | Населені пункти |
| ------------------------------- | ---------- | ---------------------- | ---------------------- | ---------------------- | --------------- | --------------- |
| Алмалинська сільська рада       | 39,22      | 488                    | 339                    | 272                    | Алмала          | 2               |
| Благовіщенська сільська рада    | 132,09     | 684                    | 505                    | 446                    | Благовіщенка    | 2               |
| Благодарнівська сільська рада   | 242,79     | 1552                   | 1198                   | 1039                   | Благодарне      | 6               |
| Городецька сільська рада        | 136,50     | 917                    | 705                    | 564                    | Городки         | 3               |
| Єкатеринославська сільська рада | 109,04     | 848                    | 651                    | 589                    | Єкатеринославка | 4               |
| Івановська сільська рада        | 107,53     | 747                    | 626                    | 517                    | Івановка        | 2               |
| Ключівська сільська рада        | 88,58      | 519                    | 435                    | 368                    | Ключі           | 1               |
| Разномойська сільська рада      | 93,87      | 708                    | 551                    | 473                    | Разномойка      | 2               |
| Ріпйовська сільська рада        | 143,82     | 751                    | 570                    | 466                    | Ріпйовка        | 2               |
| Ташлинська сільська рада        | 321,20     | 1237                   | 1102                   | 922                    | Ташла           | 1               |
| Троїцька сільська рада          | 102,20     | 1605                   | 1279                   | 1113                   | Троїцьке        | 4               |
| Тугустемірська сільська рада    | 131,47     | 1214                   | 908                    | 752                    | Тугустемір      | 5               |
| Тюльганська селищна рада        | 94,04      | 10897                  | 9617                   | 9145                   | Тюльган         | 3               |
| Чапаєвська сільська рада        | 862,02     | 1460                   | 1239                   | 943                    | Владимировка    | 5               |

- 2013 року ліквідована Нововасильєвська сільська рада, територія увійшла до складу Тюльганської селради[4].

## Найбільші населені пункти
Нижче подано перелік населених пунктів з чисельність населення понад 1000 осіб:
| № | Населений пункт | Населення, осіб (2002) | Населення, осіб (2010) |
| - | --------------- | ---------------------- | ---------------------- |
| 1 | Тюльган         | 10161                  | 8959                   |
| 2 | Ташла           | 1237                   | 1102                   |
| 3 | Троїцьке        | 1234                   | 1096                   |